# Gunning Transceiver Logic
Gunning Transceiver Logic – auch bekannt als GTL – ist die Bezeichnung für eine vorwiegend bei Bussen und Backplanes verwendete Signalisierungstechnik. Sie verwendet einen Spannungshub zwischen 0,4 und 1,2 Volt, der deutlich geringer ausfällt als beispielsweise der der verbreiteten TTL- und CMOS-Logik. Die maximale Signalfrequenz liegt bei bis zu 100 MHz, in manchen Anwendungsbereichen sogar darüber.
GTL wurde von William Gunning entwickelt, als er für Xerox am Xerox PARC arbeitete. Die JEDEC hat GTL unter der Bezeichnung JESD 8-3 (1993) standardisiert. 
Intel verwendet weiterentwickelte GTL-Abwandlungen mit den Bezeichnungen GTL+, AGTL und AGTL+ als Signalisierungstechnik bei den Busprotokollen ihrer CPUs der P6-, NetBurst- und Core-Prozessorfamilien. Hierzu wurden unter anderem steilere Signalflanken und andere Logikpegel definiert. Abhängig von der Quelle bedeutet AGTL entweder Assisted Gunning Transceiver Logic oder Advanced Gunning Transceiver Logic.